# 여봉훈
여봉훈(1994년 3월 12일 ~ )은 대한민국의 축구 선수이며 포지션은 미드필더이다. 현재 충북 청주 FC에서 활약하고 있다.

## 클럽 경력
2014년 8월 스페인의 AD 알코르콘에 입단했다.
2015년 8월 포르투갈의 질 비센트로 이적했다.
2017년 2월 광주 FC의 포르투갈 전지 훈련에 합류했고, 3월 3일 정식 계약을 체결했다. 2017년 4월 30일 전북 현대 모터스와의 경기에서 전반 46분 광주 이적 후 첫 골을 기록했다.
2022시즌을 앞두고 군 복무를 위해 충주시민축구단으로 임대되었다.

## 수상

### 팀

#### 광주 FC
- K리그2 우승: 2019